# Włodzimierz Adamiak
Włodzimierz Adamiak (ur. 18 czerwca 1948) – polski architekt wnętrz, artysta, dr hab. sztuki.

## Życiorys
Włodzimierz Adamiak jest absolwentem wydziału architektury wnętrz Akademii Sztuk Pięknych im. Jana Matejki w Krakowie. W karierze zawodowej pracował biurach projektowych oraz w zespole estetyki Urzędu Miasta Łodzi. Od 1974 jest wykładowcą na Wydziale Budownictwa, Architektury i Inżynierii Środowiska Politechniki Łódzkiej. Jest współzałożycielem wraz z Markiem Janiakiem, Zbigniewem Bińczykiem oraz Wojciechem Saloni-Marczewskim grupy artystycznej Urząd Miasta, skupiającej się na problemach architektonicznych, która zasłynęła m.in. happeningiem „odsłonięcia Pomnika Kamienicy”, który pozwolił uratować kamienicę przed wyburzeniem. Za akcję grupa otrzymała Grand Prix na II Biennale Architektury w Krakowie. Udostępnił grupie Łódź Kaliska strych przy ul. Piotrkowskiej 149, gdzie mieściła się jego pracownia, przyczyniając się do powstania i rozwoju grupy, jest także przedstawicielem tzw. Kultury Zrzuty. Od 1985 współtworzył wydawnictwo „Bez Tytułu”. W 1990 został współzałożycielem Fundacji Ulicy Piotrkowskiej. W latach 2009–2011 pełnił funkcję menadżera ul. Piotrkowskiej. Od 2011 pełnił funkcję prezesa Fundacji Ulicy Piotrkowskiej, w 2016 został zastąpiony na stanowisku przez Mariusza Sokołowicza. W 2014 uzyskał stopień doktora habilitowanego w oparciu o pracę „Dziedzictwo. Detale przestrzeni publicznych w Łodzi na tle innych miast” na Akademii Sztuk Pięknych im. Jana Matejki w Krakowie. Prowadzi autorską pracownię architektury wnętrz Studio Adamiak.
Na przestrzeni lat był członkiem jury wielu konkursów i nagród: nagrody „Punkt dla Łodzi”, Konkursu studialnego na Współczesną Kamienicę Łódzką (2016), konkursu „Prześwity Bramowe – nowa tożsamość dla Łodzi” (2019), konkurs na projekt koncepcyjny toalety publicznej dla ulicy Piotrkowskiej w Łodzi (2011), konkursu „Najlepsze Wnętrze Roku”.
Prace artystyczne Adamiaka znajdują się w zasobach Muzeum Sztuki w Łodzi.

## Wyróżnienia
- Brązowy Krzyżem Zasługi (2011)[18],
- Medal 600-lecia Łodzi (2023)[19].